# Ye sacred muses
Ye Sacred Muses ist eine fünfstimmige Elegie von William Byrd. Byrd schrieb sie anlässlich des Todes seines Freundes und Lehrers, des Komponisten Thomas Tallis. Der englische Text lautet:
Ye sacred Muses, race of Jove, 

whom Music’s lore delighteth,

Come down from crystal heav’ns above

to earth where sorrow dwelleth,

In mourning weeds, with tears in eyes: 

Tallis is dead, and Music dies.